# District de Yoshino
Yoshino (吉野郡, Yoshino-gun) est un district situé dans la préfecture de Nara au Japon.
En 2019, la population du district est de 37 622 habitants pour une densité de 26,14 personnes par km². La superficie totale est de 2 257,79 km2.

## Bourgs et villages
- Higashiyoshino
- Kamikitayama
- Kawakami
- Kurotaki
- Nosegawa
- Ōyodo
- Shimoichi
- Shimokitayama
- Tenkawa
- Totsukawa
- Yoshino

## Fusion
Le 25 septembre 2005, les villages d'Ōtō et Nishiyoshino sont fusionnés dans la ville de Gojō.